# 秦公春
秦 公春（はた の きみはる）は、平安時代末期の官人。秦武則の子。官職は左近衛府生。左大臣藤原頼長の随身で、頼長の男色の相手として知られる。

## 経歴
天養2年（1145年）、国貞という召使を殺害した犯人が赦免されたことに怒った頼長は、公春に命じて犯人を密かに殺害させた。また公春は糖尿病を患っており、頼長はたびたび平癒祈願の仏事を行っている。しかし甲斐なく公春が死去すると、頼長は3ヶ月にわたって公事を休み、その評判を落とした。